# Brigadas Al Furqan
Las Brigadas Al Furqan (كتائب الفرقان, también conocidos como Kitaa'ib al-Furqan) fue un grupo armado activo en Egipto. Las son reconocidas por atacar a un buque portacontenedores que pasasba por el Canal de Suez en septiembre de 2013. El grupo también atacó un centro de comunicaciones en Maadi con lanzacohetes RPG en octubre de 2013. 

## Historia
Según la Agencia de Seguridad Nacional de Egipto, las Brigadas Al Furqan han recibido apoyo y entrenamiento significativo de las Brigadas Al-Qassam en Gaza. Su primer y más medíatico ataque tuvo lugar el 31 de agosto, cuando unos atacantes dispararon con un RPG-7 contra el carguero Cosco Asia, cuando pasaba por el Canal de Suez en Qantara, Puerto Said.
El 30 de septiembre, el grupo reivindicó en un vídeo el asesinato del coronel Mohammed al Komi (ocurrido el 14 de agosto) en un ataque desde un vehículo en la carretera del desierto entre El Cairo e Ismailia, y el ataque contra un civil acusado de ser un "apóstata".
El 7 de octubre, las Brigadas Furqan se atribuyeron un ataque con granadas propulsadas por cohetes en la estación terrestre de satélite Amaadi en El Cairo, Gobernación de El Cairo, que dejó dos personas heridas y una antena parabólica dañada.

El 29 de noviembre, el Batallón Al Nusrah, una unidad dentro de las Brigadas Al Furqan, se atribuyó en un vídeo una serie de tiroteos, incluido el asesinato del teniente Ahmed Ibrahim junto con cinco oficiales. El incidente en Ismailia el 7 de octubre, y la muerte de dos oficiales egipcio al noroeste del Delta del Nilo que paso el 17 de septiembre.